# Iglesia de Santa María (Indianápolis)
La Iglesia de Santa María  (en inglés: St. Mary's Church) es una iglesia católica en Indianápolis, Indiana, Estados Unidos. Fue construida en el estilo neogótico siguiendo el modelo de la catedral de Colonia en Alemania. La iglesia está incluida en el Registro Nacional de Lugares Históricos de EE. UU. La iglesia fue establecida en 1858 como St. Marienkirche para servir a la creciente población de los católicos alemanes que estaban haciendo su hogar en Indianápolis.
El reverendo Peter Leonard Brandt llegó desde Vincennes, Indiana, en 1856 para establecer una congregación entre los católicos alemanes de Indianápolis.